# كأس ساحل العاج
كأس كوت ديفوار لكرة القدم (بالفرنسية: Coupe de Côte d'Ivoire de football)‏ ، هي بطولة رسمية لكرة القدم في ساحل العاج ، أسسها اتحاد الكرة الكوت ديفوار سنة 1960.

## مصدر
1. ↑  "Ivory Coast - List of Cup Winners". مؤسسة إحصاءات وثيقة لرياضة كرة القدم. مؤرشف من الأصل في 2017-11-23. اطلع عليه بتاريخ 2011-04-16.